# Erik Madaras
Erik Madaras (geb. 2002 in Budapest) ist ein ungarischer American-Football-Spieler auf der Position des Runningbacks. Er spielt für die Fehervar Enthroners in der European League of Football sowie in der ungarischen Nationalmannschaft.

## Karriere
Madaras begann in der Jugend der Újpest Bulldogs. Mit den Bulldogs wurde er 2019 ungarischer U17-Meister sowie 2020 und 2021 U19-Meister. Der ungarische Verband benannte ihn dabei 2019 als Most Valuable Player und 2021 als Spieler des Jahres.
2022 wechselte er zu den Fehervar Enthroners. Mit diesen gewann der die ungarische Meisterschaft, wobei er den entscheidenden Touchdown erzielte. Ebenso gewann die Mannschaft den CEFL Cup sowie die Meisterschaft der österreichischen Division I. Im Herbst 2022 hatte Madaras seinen ersten Einsatz in der ungarischen Nationalmannschaft.
Mit den Enthroners wechselt Madaras zur Saison 2023 in die European League of Football.